# Guido Baccani
Guido Baccani (Roma, 6 aprile 1882 – Genova, 4 marzo 1938) è stato un allenatore di calcio, dirigente sportivo e arbitro di calcio italiano.

## Carriera

### Allenatore

#### Club
Guido Baccani arriva alla Lazio nel febbraio del 1900, vivendo così in prima persona i primi anni della storia del sodalizio romano, praticando anche podismo e nuoto. È stato il primo accompagnatore e direttore tecnico della formazione biancoceleste, della quale è anche stato allenatore, al fianco di Sante Ancherani, dal 1906 in forma semi ufficiale (ufficialmente dal 1909, anno in cui viene organizzato il primo campionato di calcio a Roma), fino alla stagione 1923-1924, sostituito, per il campionato successivo, dal primo allenatore straniero della storia laziale, ovvero l'ungherese Dezső Kőszegi.
Nella stagione 1929-1930 allenò sulla sponda giallorossa del Tevere, ma l'avventura di Baccani alla Roma durò sole sette giornate di campionato, a causa del suo esonero in favore del tecnico inglese Herbert Burgess.

#### Nazionale
Nel novembre 1924 è nominato insieme a Rangone e Milano I come membro della commissione tecnica per la Nazionale italiana, che per la prima volta accoglie tra le sue file di atleti un calciatore romano: si tratta del laziale Fulvio Bernardini, lanciato nel grande calcio proprio da Baccani.

### Dirigente sportivo
Durante il lungo periodo di militanza laziale, Baccani ricopre anche alcuni ruoli dirigenziali ed è lui, assieme ai soci e calciatori Sante Ancherani e Tito Masini, ad offrire per la prima volta la presidenza della squadra biancoceleste al nobile Fortunato Ballerini.

## Fuori dal campo
Oltre alla carriera professionistica nel calcio, dal 1920 Baccani si impegna nel giornalismo iniziando una collaborazione con la Gazzetta dello Sport.

## Palmarès

### Allenatore

#### Club

##### Competizioni regionali
- Campionato Romano: 1

Lazio: 1907

##### Competizioni nazionali
- Terza Categoria: 3

Lazio: 1909-1910, 1910-1911, 1911-1912

## Riconoscimenti ed Onorificenze
Nel 1948, in occasione del 50º anniversario della F.I.G.C., fu insignito del titolo di pioniere del calcio italiano.